# Thranius triplagiatus
Thranius triplagiatus är en skalbaggsart som beskrevs av Charles Joseph Gahan 1906. Thranius triplagiatus ingår i släktet Thranius och familjen långhorningar. Inga underarter finns listade i Catalogue of Life.